# My Propeller
My Propeller is de derde single van het derde studioalbum, Humbug, van Arctic Monkeys. De single is uitgebracht in 2010.

## Tracklist

### 7"
- 'My Propeller' - 3:27
- 'Joining the Dots' - 3:19

### 10"
- 'My Propeller' - 3:27
- 'Joining the Dots' - 3:19
- 'The Afternoon's Hat' - 4:11
- 'Don't Forget Whose Legs You're On' - 3:35